# Csernyihiv
Csernyihiv (ukrán betűkkel: Чернігів, oroszul: Csernyigov) város Ukrajna északi részén. A város egyben a Csernyihivi terület központja. Jelenlegi becsült népessége 295 500 fő.

## Népessége
| Lakosok száma | 299 609 | 294 522 | 286 899 |
|               | 2006    | 2015    | 2020    |

## Története
Csernyihiv legrégebbi feljegyzése egy 907-ben készült krónikában található, de a jelek arra utalnak, hogy itt már a Kazár Birodalom idején is település volt. A 10. század vége körül a városnak saját szabályai lehettek. A 19. század folyamán itt tárták fel a Fekete Sírt, Kelet-Európa legnagyobb királyi sírját.
A Kijevi Rusz déli részének ez volt a második legfontosabb és leggazdagabb települése. A 11. század elejétől itt volt a székhelye Csernyihiv befolyásos főkormányzójának, akinek az utasításai legalább olyan fontosak voltak, mint a kijevi főkormányzóé. Ez volt a legnagyobb főkormányzóság a Kijevi Rusz területén. Nem csak jobbágyfalvak, hanem Murom és Rjazany is a fennhatósága alá tartozott. A város aranykorában elérte a 25 000 fős lakosságot, majd ez 1239-től elkezdett hanyatlani a mongolok támadása idején.
A terület 1353-ban a Litván Nagyfejedelemség fennhatósága alá került. A várost Mengli Giráj krími kán 1482-ben és 1497-ben feldúlta. Ezt követően a város többször gazdát cserélt. Először Moszkva, majd a Lengyel–Litván Unió fennhatósága alá került. Ekkor magdeburgi jogokat kapott.

## Látnivalók
- Feltámadás templom, barokk, (1772–75), egykor Rozumov herceg családi temploma és temetkezési helye
- Teológiai Szeminárium épülete, egykor Polubotka Pál ezredes kúriája, 18. század eleje
- Mihály arkangyal és Szent Teodor templom, pszeudo bizánci ún. bolgár stílus, 18. század vége
- V.Tarnovszki Ukrán Régiségek Múzeuma
- Csernihiv Területi Képzőművészeti Múzeum, egykori lánygimnázium
- Területi Történeti Múzeum
- A volt kormányzói rezidencia
- Mazepi herceg kúriája
- A csernihivi erőd 12 ágyúja
- Szent Katalin kozák templom, (1715)
- Hősök sétánya. Kocsubinszki, Primakova, Antonova, Podvojszki és mások szobraival
- Mikolajevi érseki barátok háza
- Csernihivi Kollégium (1700)
- Borisz és Gleb katedrális, alapítója Bölcs Jaroszláv unokája, a csernihivi Dávid herceg
- Fekete Sír (Csorna Mogila) a legnagyobb óorosz sírhalom, átmérője 40 m, magassága 11 m, kerülete 170 m
- Osztapenko udvarháza (1906). Grigorij Kuzmics Osztapenko ezredes a csendes-óceáni orosz flotta admirálisának adjutánsa volt az orosz–japán háborúban.
- Kocjubinszki Mihály író (1870-1956) emlékmúzeuma.
- Elecki (Jeleckij) kolostor, 11. század, fő éke az Csernihivi Elecki Szűz ikonja
- Óorosz temető, több mint 250 9-11. századi sírral
- Szentháromság-Éliás kolostor a Boldin-hegy oldalán. 11-13. században Éliás kolostorként épült, 1677–1780 között Szentháromság-kolostorként (Троїцький монастир) építették tovább

## Érdekesség
A vasútállomás monumentális épületét magyar és német hadifoglyok építették. (1999-ben átépítve)

## Galéria

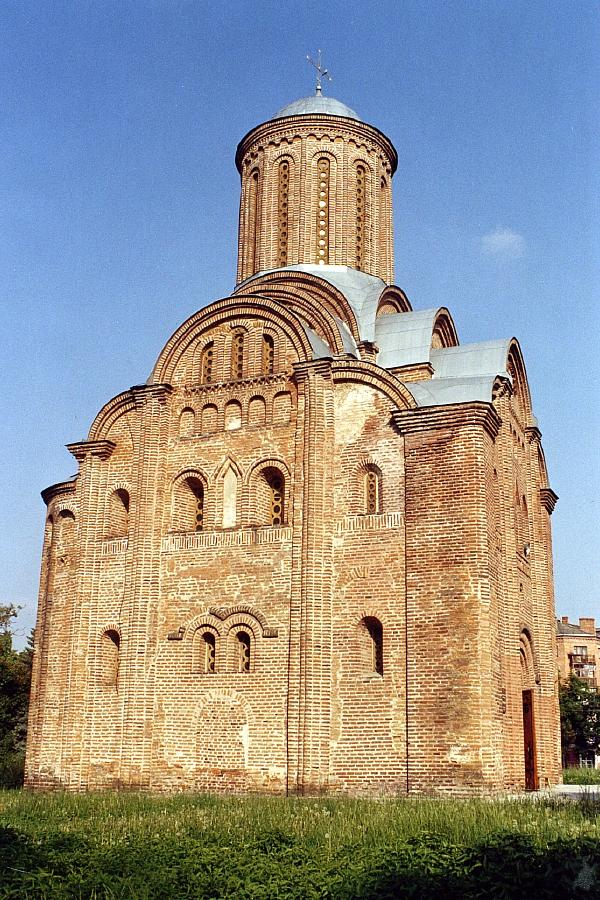
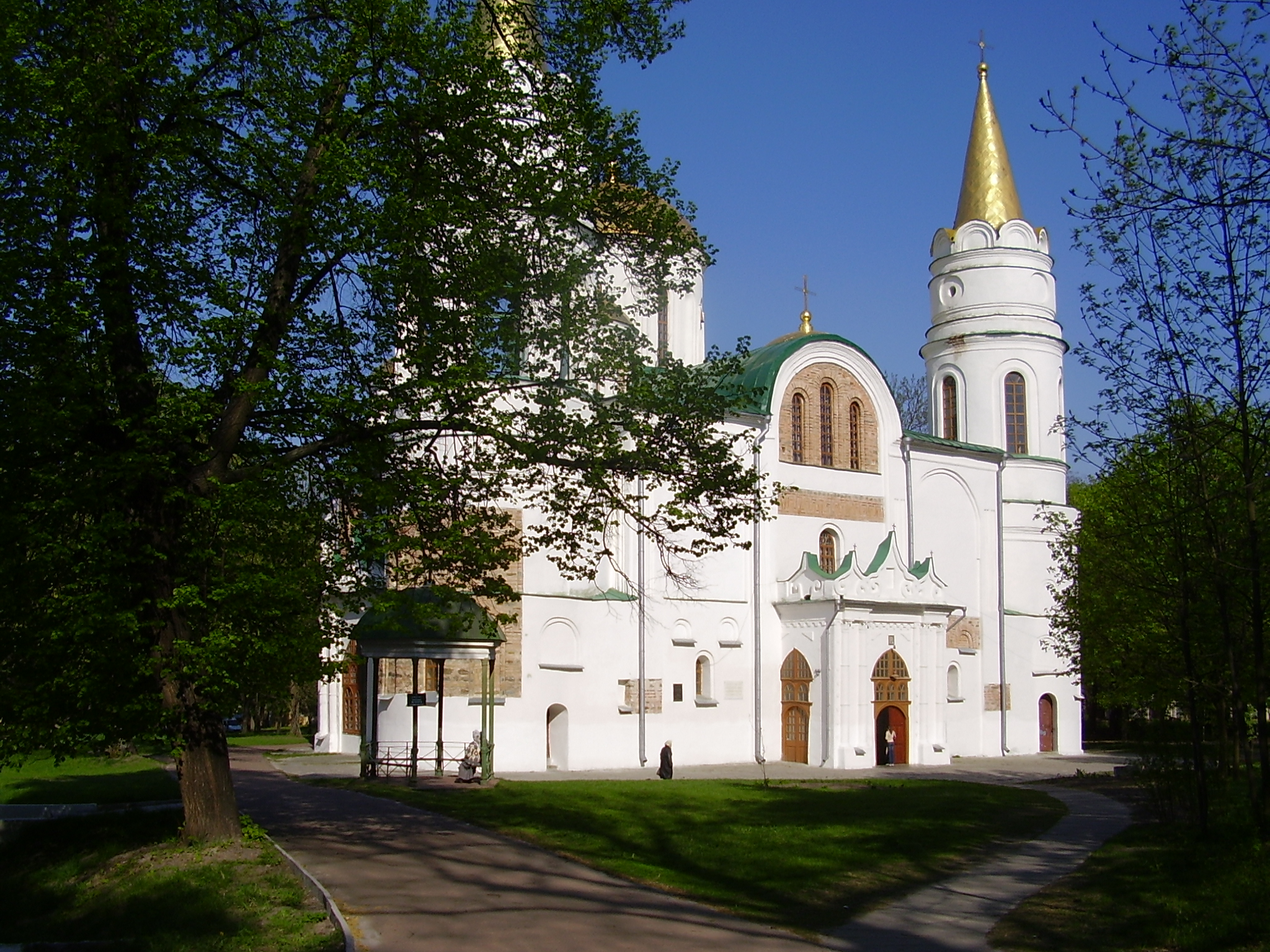
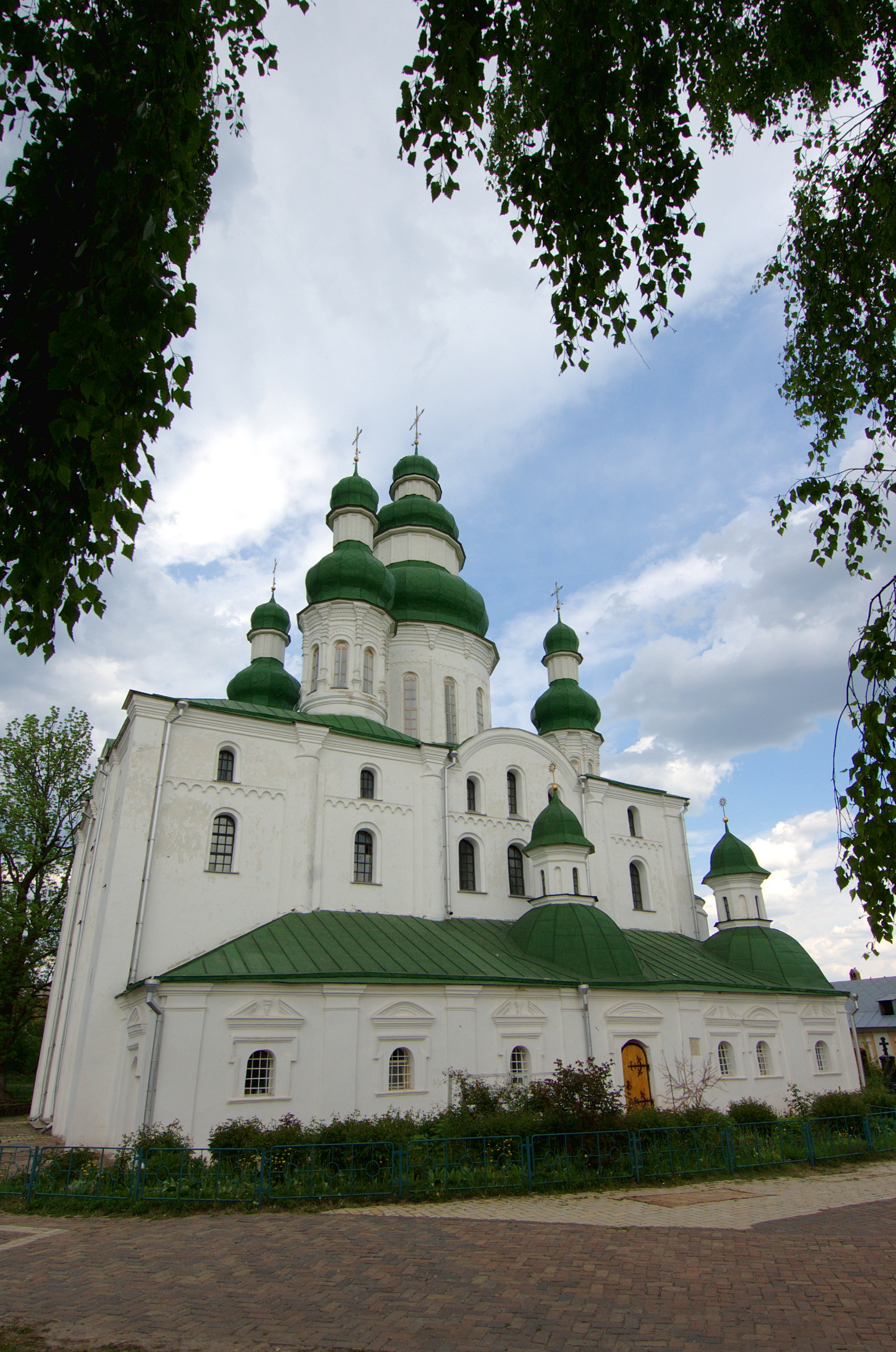
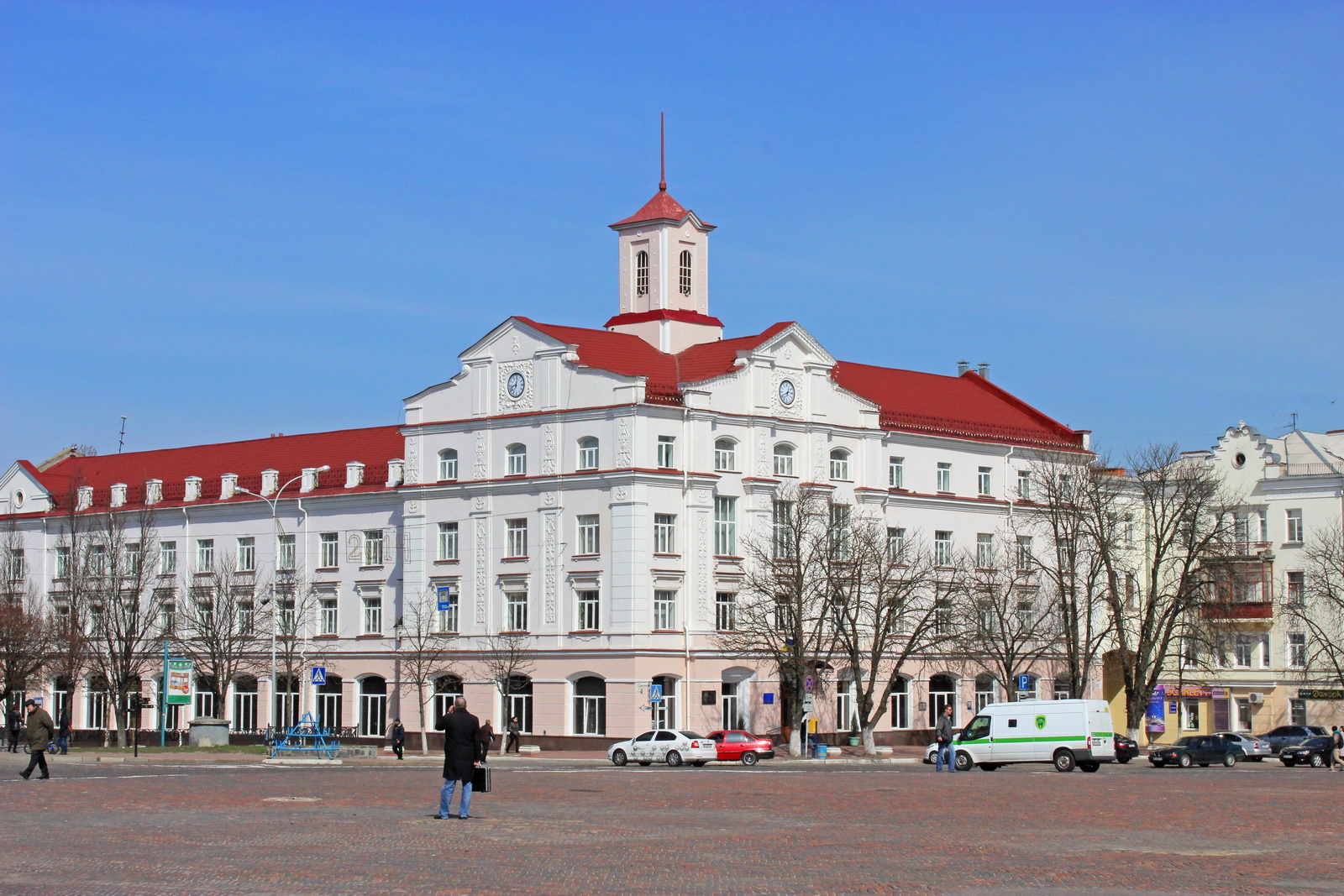
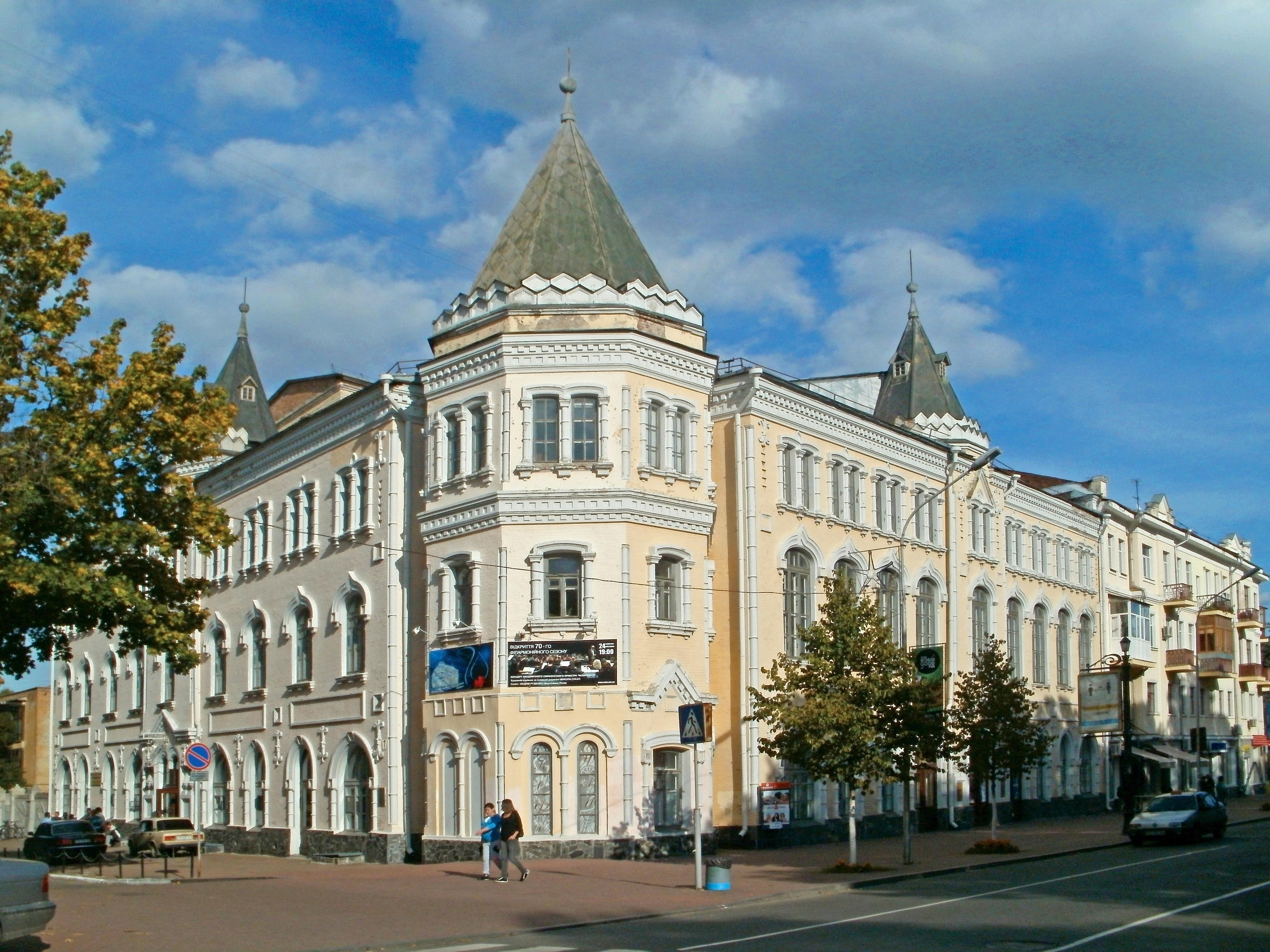
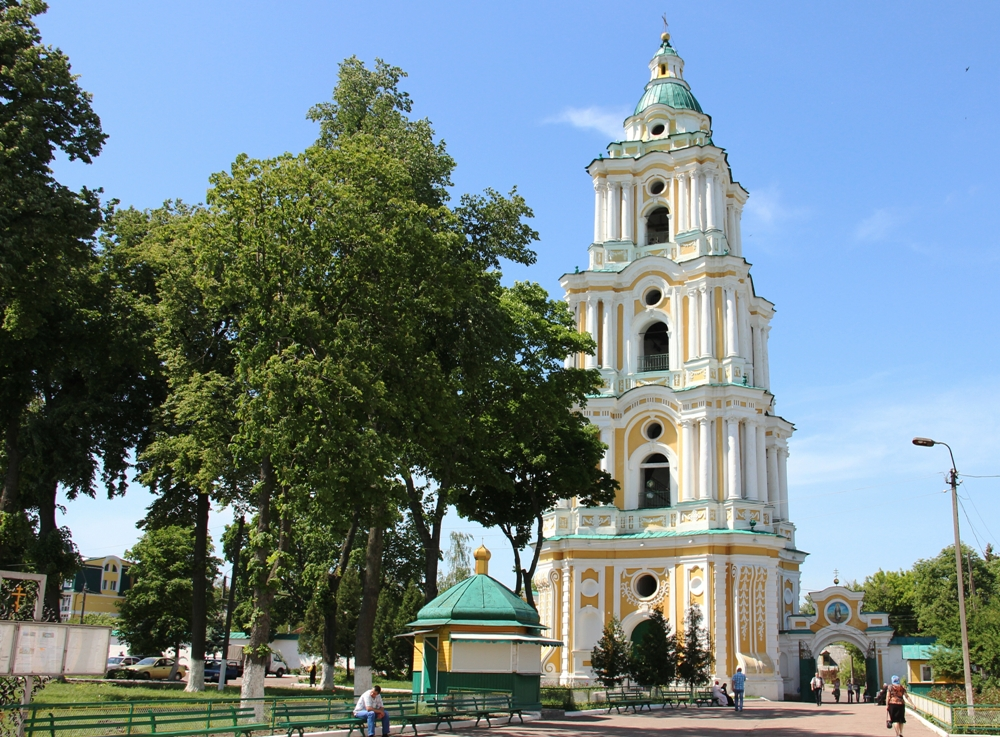
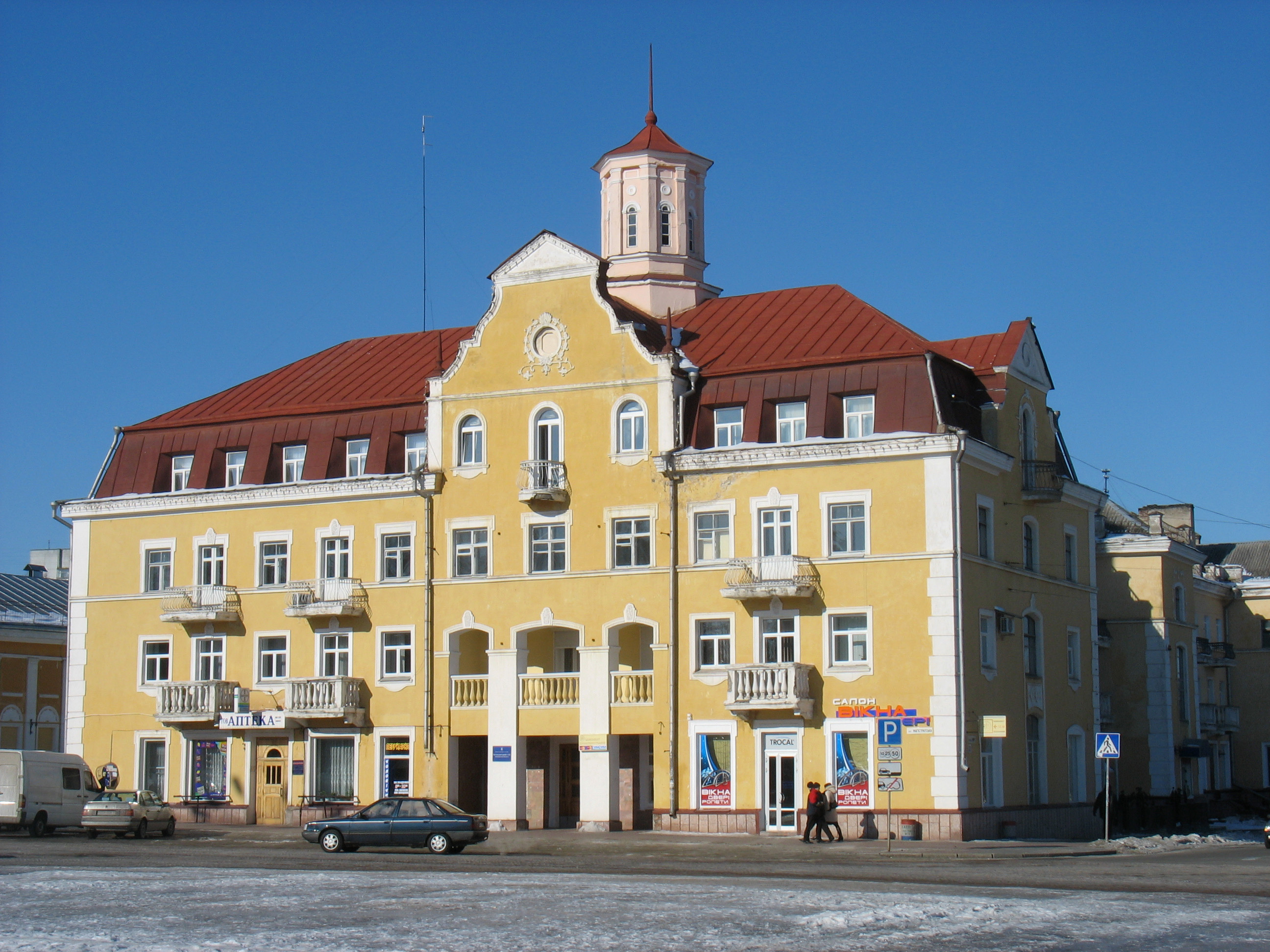
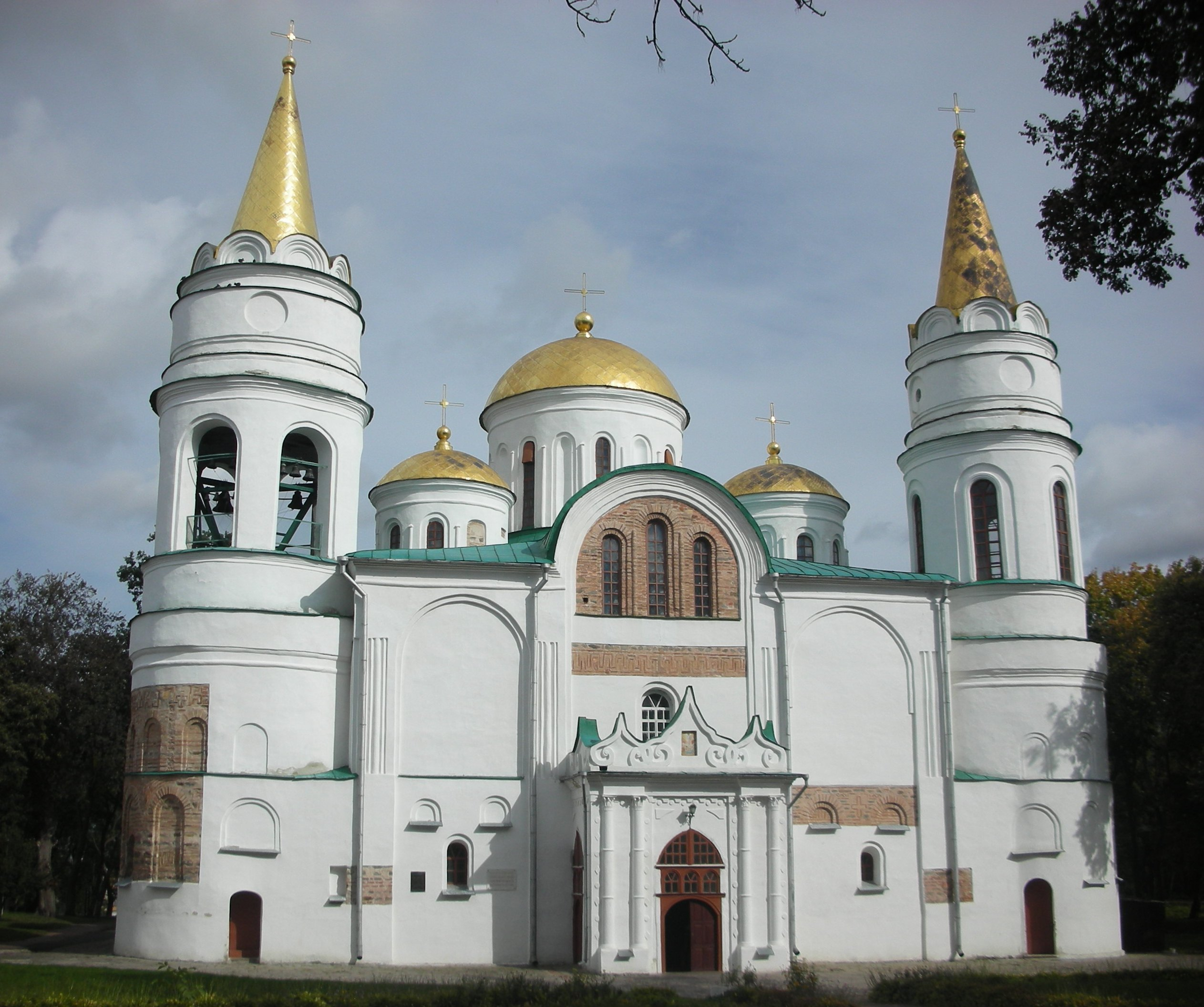
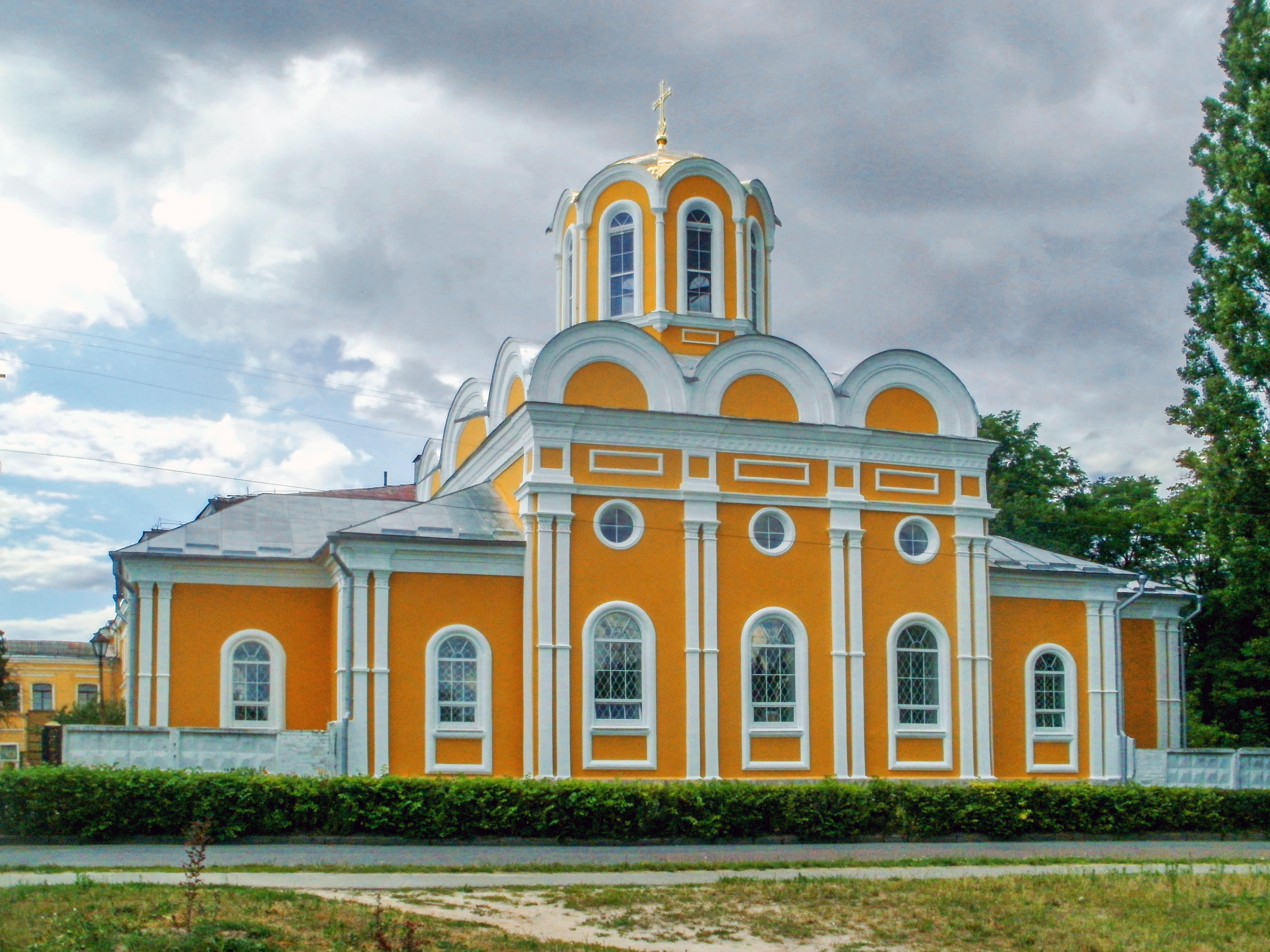
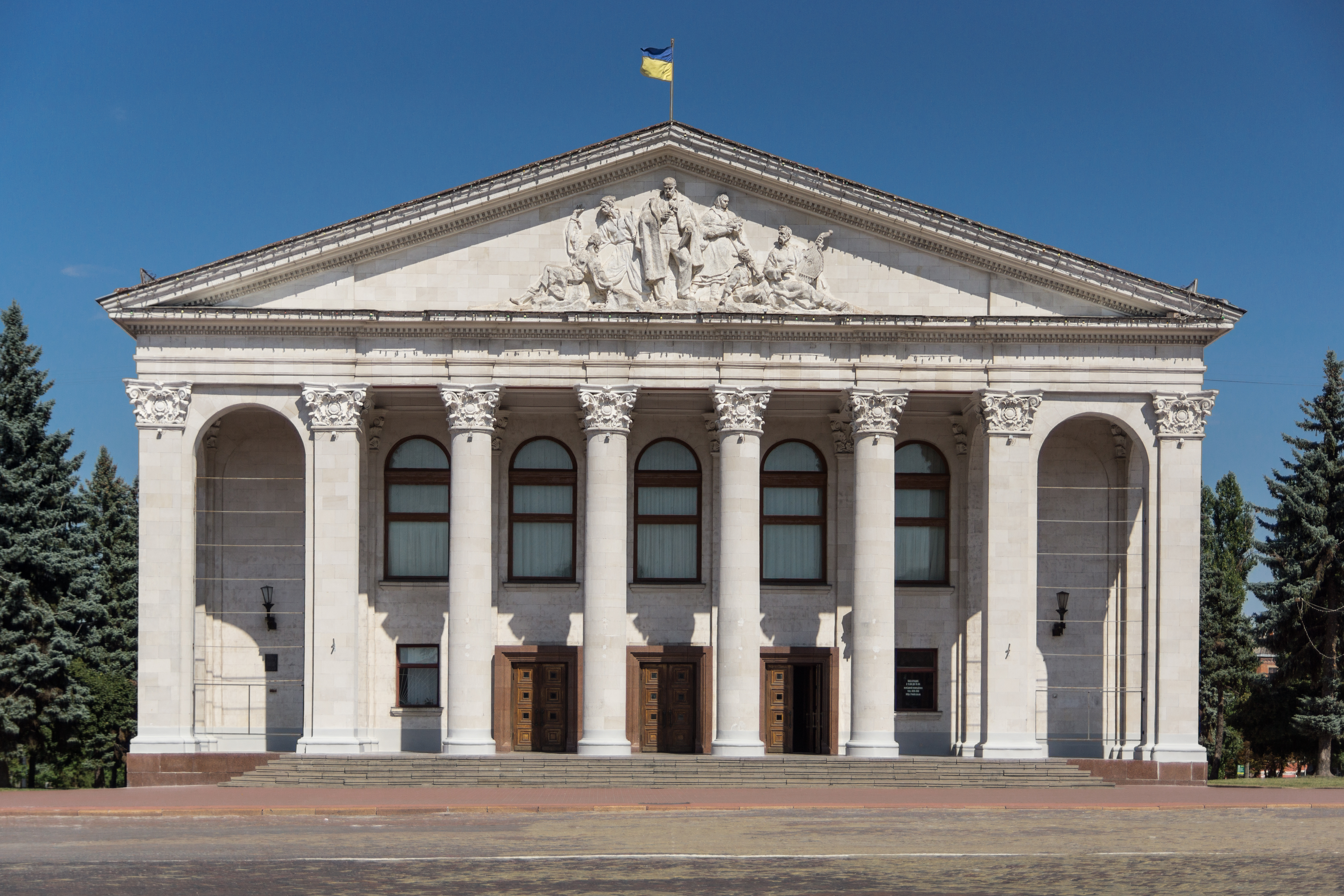
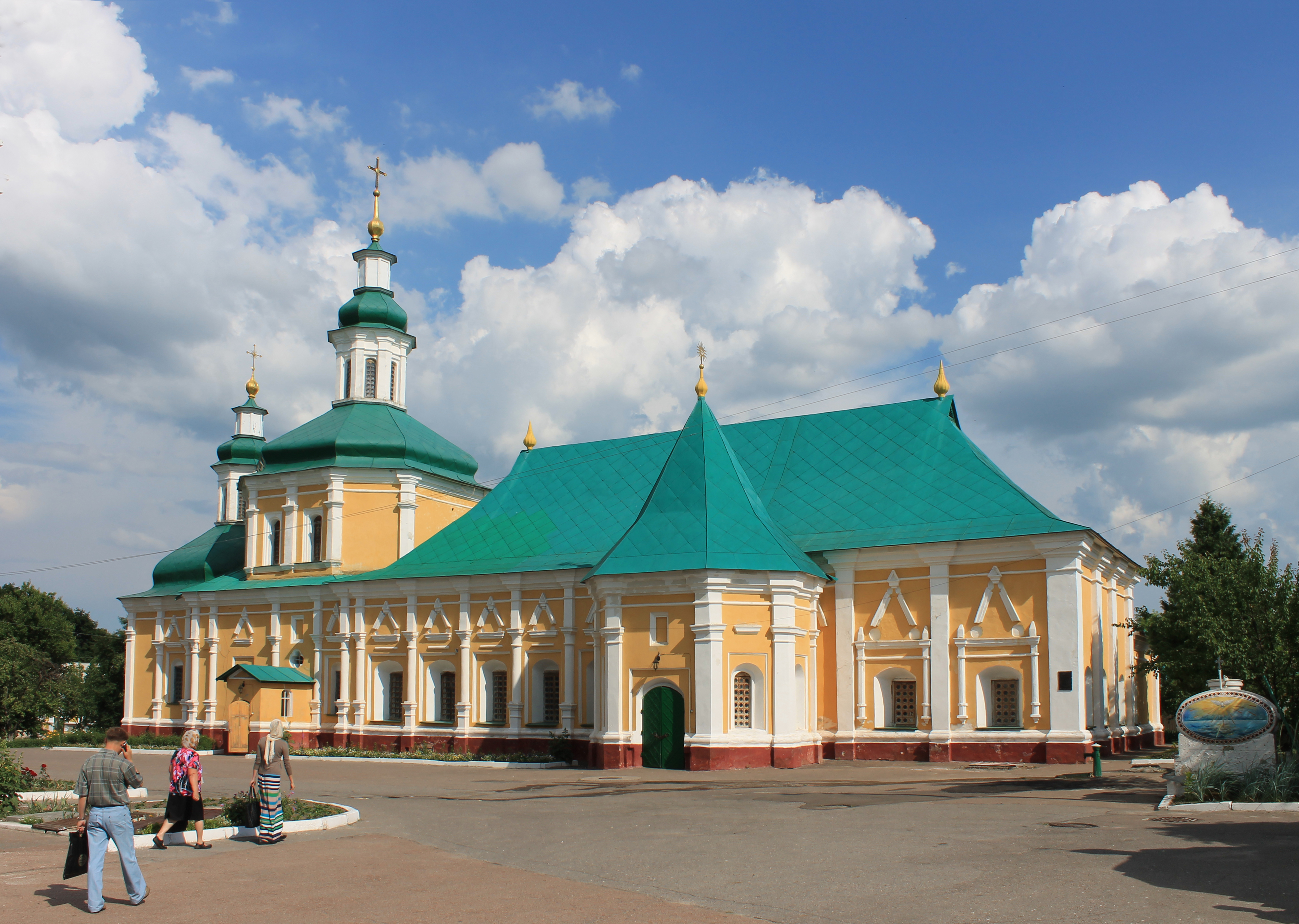
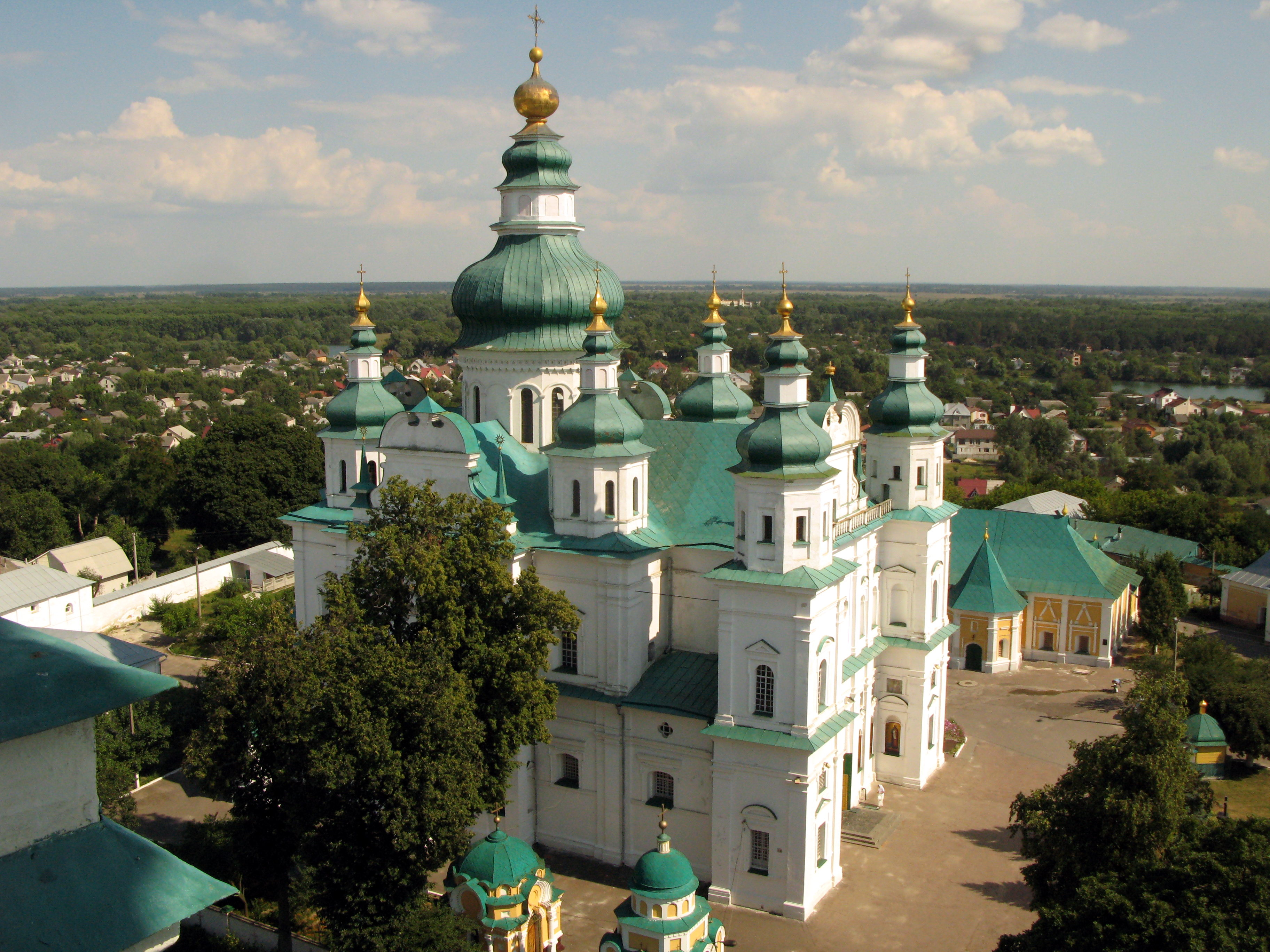
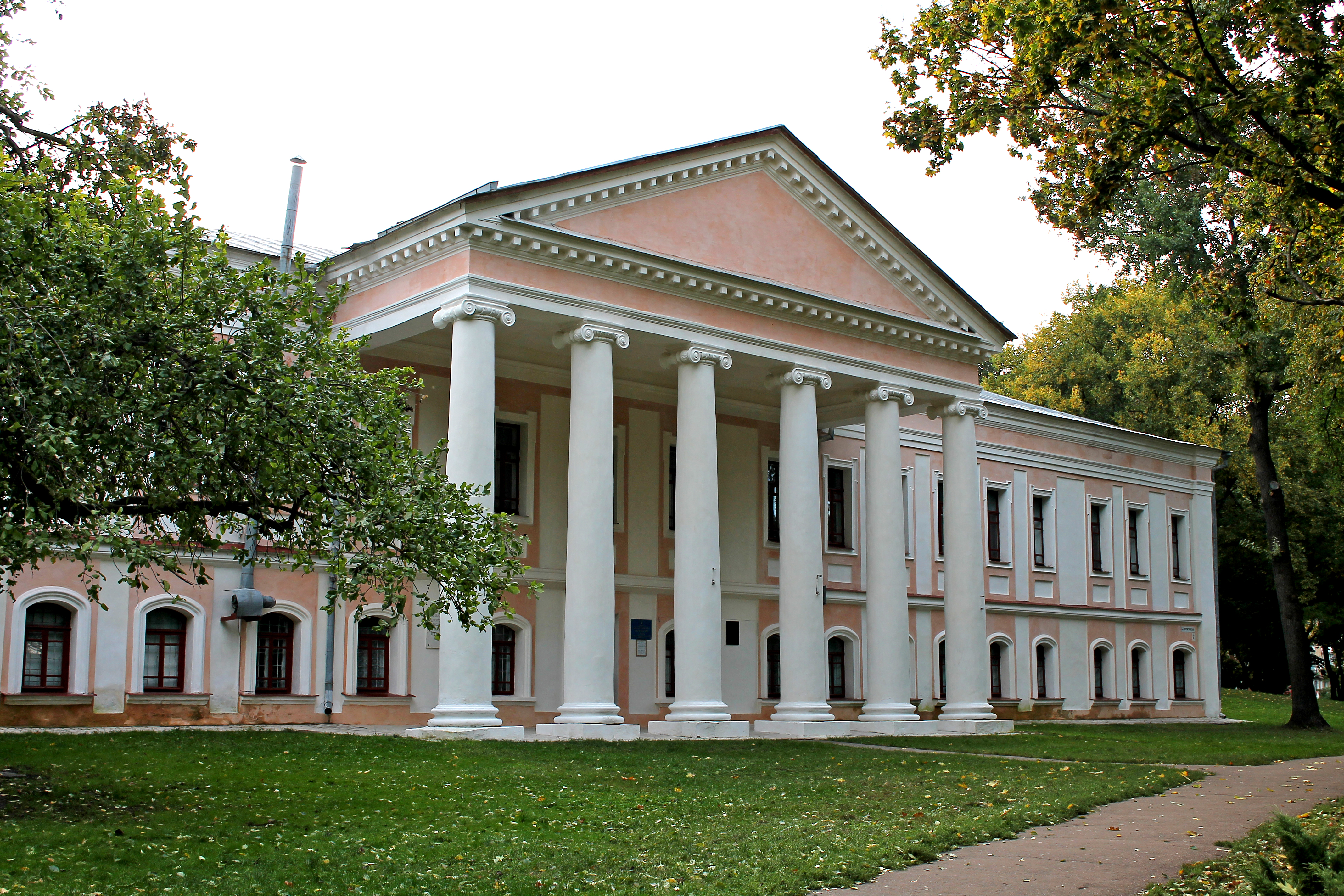
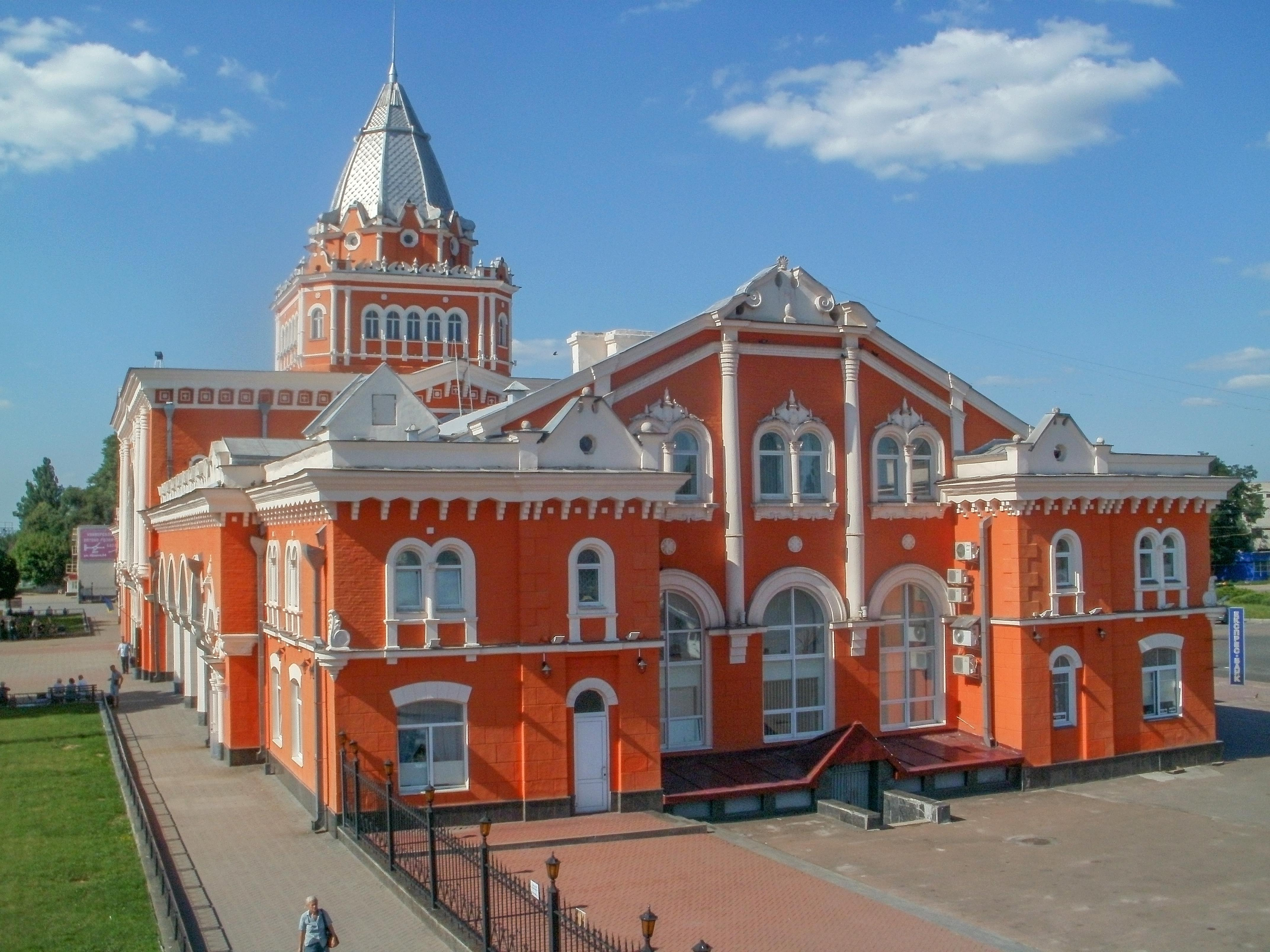